# Małgorzata Rożniecka
Małgorzata Rożniecka đến từ vùng Tây Pomeranian là người Ba Lan thứ 3 đăng quang ở cuộc thi Hoa hậu Quốc tế vào năm 2001.
Chiến thắng của cô đã phá vỡ sự độc quyền dành vương miện 4 năm liên tiếp của các quốc gia Mỹ Latinh.
Cô cao 1,78m.